# Alumni
Alumni (Mehrzahl von [der] Alumnus, aus lateinisch alumnus entlehnt; von lateinisch alere für „ernähren“, „aufziehen“), eingedeutscht auch Alumne, bezeichnet heute meist die  Absolventen oder ehemaligen Studenten einer Hochschule oder anderer Institution des tertiären Bildungsbereiches. Teilweise werden mit dem Begriff auch die immatrikulierten Studenten eingeschlossen.
Die weibliche Form lautet Alumna (Mehrzahl Alumnae).
In früheren Jahrhunderten bezeichnete Alumni dagegen ausschließlich die Studierenden einer internatsähnlichen Einrichtung. Bei katholischen Priesterseminaren gilt dies heute noch.
Alumni-Veranstaltungen bzw. -Organisationen bemühen sich um die Erhaltung der Beziehungen zwischen Ehemaligen. Oft erfolgt dies über Alumni-Netzwerke, von denen in regelmäßigen Abständen Alumni-Tage organisiert werden. Die Netzwerke betreiben ein eigenes Marketing mit dem Ziel, die Ehemaligen für sich zu gewinnen.

## Wortherkunft
Ein Alumnus war im Römischen Reich ein Zögling, auch Pflegesohn, eine Alumna eine Pflegetochter. Nach der Gründung von Klosterschulen, die im Singular Alumnat heißen, wurde ein männlicher Schüler entsprechend Alumnus genannt.
In ihrer Mehrzahl sind die Alumni diejenigen, welche von einem anderen ernährt werden, das heißt „mit Speis und Trank versorgt und in allen guten Sitten unterrichtet“. Alumni sind daher im englischen und deutschen Sprachraum ehemalige Auszubildende (besser: Ausgebildete einer [Hoch-]Schule), ehemalige Studierende und Mitarbeiter. An den Eliteuniversitäten Oxford und Cambridge sind die (englischen) Bezeichnungen old boys und old girls für Absolventen, und old member für ehemalige Mitarbeiter üblich.

## Geschichte
Ursprünglich waren Alumni im Römischen Reich verletzte und ausgediente Soldaten, die kostenlos ernährt wurden. Im 13. Jahrhundert bürgerte sich die Bezeichnung Alumni für die mittellosen Zöglinge von Klosterschulen ein. Die Internen erhielten Kost und Logis, den Externen wurde ein Freitisch gewährt. Mit diesen Vergünstigungen bot die Kirche den ärmeren Bevölkerungsschichten eine Bildungschance und sicherte sich gleichzeitig ihren geistlichen Nachwuchs.
Seit Beginn des 14. Jahrhunderts bezeichnete dieser Begriff die pauperes, arme, talentvolle, junge Leute, die in den landesherrlichen Universitäten kostenfreie Unterkünfte, Freitische, Kleidung, Bücher und Pflege im Krankheitsfall erhielten. Im Lauf der Zeit erfolgte ein Bedeutungswandel des Begriffs Alumni: Jetzt vermittelte die Bezeichnung Alumnus nicht mehr den schmählichen Geruch von Armut, sondern benannte Angehörige der Kollegien von Universitäten. Diese bildeten eigene Vereinigungen und hielten auch nach Beendigung ihres Studiums Verbindungen untereinander und zu ihrer Universität aufrecht. Diese Idee der lebenslangen Bindung hatte ihren Ursprung schon im 13. Jahrhundert in den Universitäten Oxford und Cambridge.
Der traditionsreiche Begriff Alumni fand im 19. Jahrhundert Aufnahme in den amerikanischen Hochschulen. Der erste Alumni-Club wurde 1821 von den Absolventen des Williams College in Williamstown gegründet. Seitdem heißen die Abgänger amerikanischer Universitäten und Colleges allgemein Alumni. In Amerika sehen es die Alumni als selbstverständlich an, dass sie ihrer Universität für die empfangene fachliche Ausbildung und die reichen Angebote zur Persönlichkeitsbildung als Gegenleistung in vielfältiger Weise Unterstützung zukommen lassen. Dieses Engagement wird als moralische Pflicht angesehen und ist ein Teil des Selbstverständnisses aller Universitätsangehörigen.
Auch in Deutschland haben Zuwendungen an die Universität von ehemaligen Angehörigen und engagierten Bürgern Tradition. Vermächtnisse von Privatbibliotheken, Grundstücken sowie unterstützende Stiftungen aller Art sind an allen älteren Universitäten zu finden. Diese Zuwendungen waren aber immer die Angelegenheit einzelner Personen, die eher Lücken füllten als ein kalkulierbarer Bestandteil des Etats zu sein. Bis zum Ende des Ersten Weltkriegs war für die deutschen Universitäten eine systematische Einwerbung zusätzlicher Gelder zur Verbesserung ihres Etats nicht erforderlich, da sie unter der Kuratel ihrer jeweiligen Landesherren standen und von diesen im Allgemeinen ausreichend finanziert wurden.